# Жилищен блок
Жилищният блок е сграда, която се използва за живеене и/или като офис-сграда. Високите сгради са станали възможни след изобретяването на асансьора и по-евтините строителни материали. Материалите, използвани за построяването на високите сгради, са стоманобетон и стомана.
Сгради по-високи от 150 м. се класифицират като небостъргачи.

## История
Жилищни блокове е имало още в Античността. В древен Рим и в някои други градове в Римската империя има сгради, някои от които имат повече от 10 етажа и съответно над 200 стълби. Поради срутването на зле построени високи блокове, няколко императори, започвайки от Октавиан Август, налагат ограничение за строеж до 20 – 25 м. височина, но често това ограничение е нарушавано.

## В България
Виж още Едропанелно строителство.

### По време на комунизма
По време на комунистическите години в България жилищните блокове са главно от панелен тип. Те са строени с цел настаняване на прииждащите в градовете (особено големите градове) работещи, вследствие на силната индустриализация по време на комунизма, както и създаването на кооперациите, което променя типа на селското стопанство в България от семеен на кооперативен, при което (и заради включването на машини в селското стопанство) са необходими по-малък брой обработващи земята или животновъди.

### След 1989
След 1989 строителството на панелни блокове е основно преустановено, като са завършени основно онези, които са започнати като строеж преди 1989. Новото строителство се съсредоточава предимно върху по-малки или сравнително по-малки сгради, като строителството на блокове е по-скоро изключение, а панелът е избягван като материал.

#### Саниране и реновация
Общо в страната има около 18 700 панелни блока, като в тях се помещават 700 000 домакинства или 2.7 милиона души, които според Наредба № 7 от 2004 г. за енергийна ефективност, топлосъхранение и икономия на енергия в сгради подлежат на саниране с цел енергийна ефективност, което включва:
- Поставяне на външни изолации;
- Подмяна на дограмата;
- Подмяна на ВиК инсталацията;
- Подмяна на отоплителната инсталация;
- Подмяна на климатичната инсталация (ако има такава);[2]
- Смяна на хидроизолацията на покрива или инсталиране на нов покрив.

Санирането освен че има за цел енергийната ефективност, удължава и живота на сградите.
Реновацията на по-старите жилищни блокове и особено панелите има за цел тяхната енергийна ефективност, но също така и техния външен вид на фасадата, който с годините е станал твърде неугледен. В действителност панелната архитектура по начало не се отличава с особени архитектурни и дизайнерски предимства, а тъй като панелните блокове най-често се намират в извънцентралните райони на градовете за тях няма обичайното изискване или европейски проекти за (по-често) привеждане на фасадата на сградата в приемлив вид.